# L'amour dispose (film, 1929)
Pour les articles homonymes, voir L'amour dispose.
Pour plus de détails, voir Fiche technique et Distribution.
L'amour dispose (titre original : The Exalted Flapper) est un film américain réalisé par James Tinling, sorti en 1929.

## Fiche technique
- Titre : L'amour dispose
- Titre original : The Exalted Flapper
- Réalisation : James Tinling
- Assistant-réalisateur : William Tinling
- Scénario : Matt Taylor, Ray Harris (adaptation) d'après une histoire de Will Irwin (en)
- Intertitres : H. H. Caldwell (en)
- Photographie : Charles G. Clarke
- Montage : H. H. Caldwell (en)
- Musique : Arthur Kay
- Producteur : William Fox
- Société de production : Fox Film Corporation
- Société de distribution : Fox Film Corporation
- Pays de production :  États-Unis
- Langue : Anglais américain
- Métrage : 1 764,79 m (6 bobines)
- Format : Noir et blanc — 35 mm — 1,20:1 — Muet
- Genre : Comédie
- Durée : 61 minutes
- Dates de sortie : 
  - États-Unis : 9 juin 1929 (Première) / 11 août 1929 (sortie nationale)
  - Irlande : 13 décembre 1929
  - France : 16 mai 1930
  - Danemark : 2 juin 1930

## Distribution
- Sue Carol : la princesse Izola
- Barry Norton : le prince Boris de Dacie
- Irene Rich : la reine Charlotte de Capra
- Albert Conti : Le roi Alexandre de Capra
- Sylvia Field : Marjorie
- Stuart Erwin : Bimbo Mehaffey
- Lawrence Grant : Premier Vadisco de Dacie
- Charles Clary : Dr. Nicholas
- Michael Visaroff : Old Fritz